# Eisenhower-Dollar

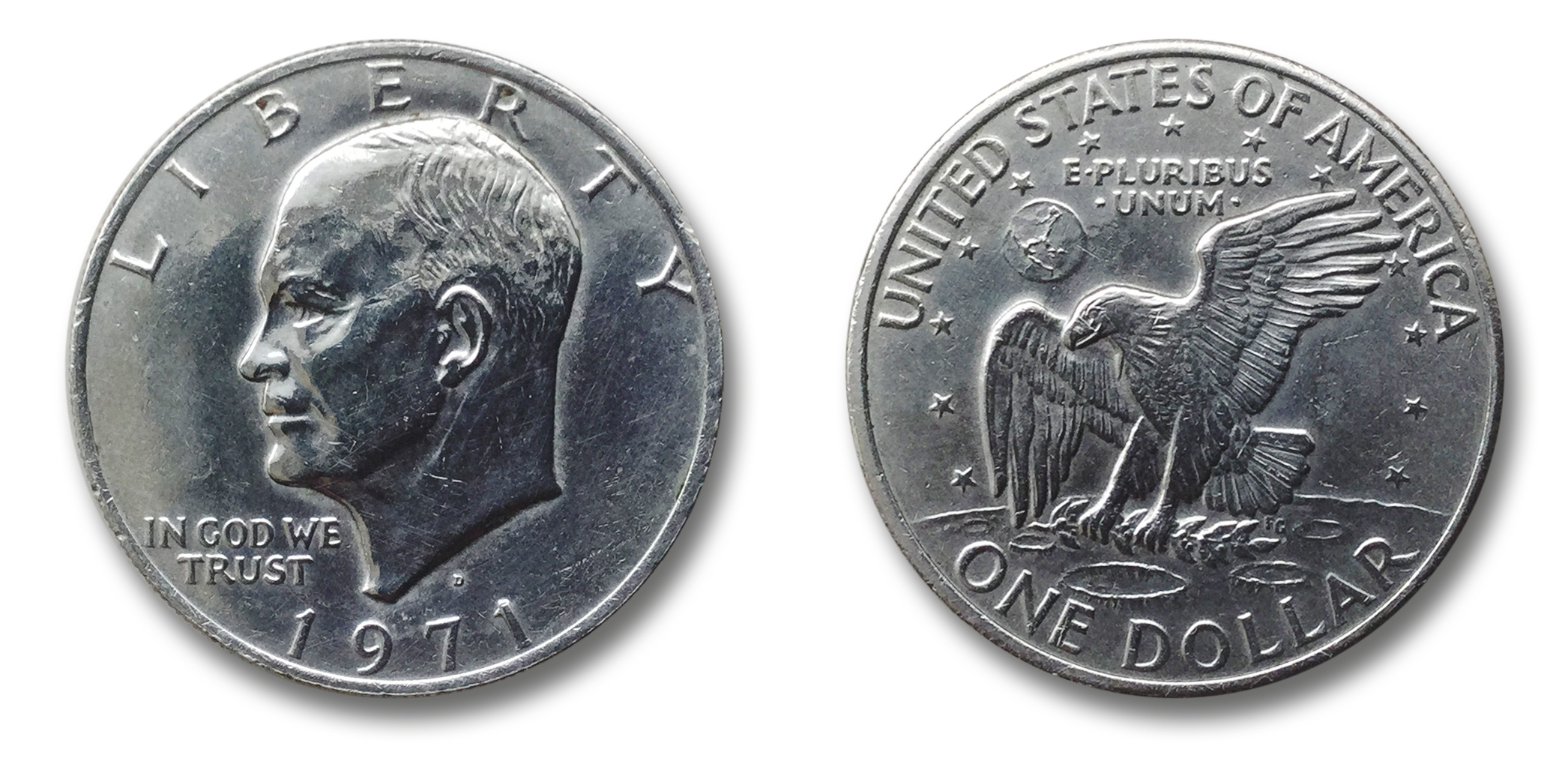
Eisenhower-Dollar (1971): Vorder- und Rückseite

Der Eisenhower-Dollar ist eine 1-Dollar-Münze, die zwischen 1971 und 1978 von der US-amerikanischen Münzprägeanstalt ausgegeben wurde.

## Aussehen
Die Münze zeigt auf der Vorderseite das Porträt des 34. US-Präsident Dwight D. Eisenhower (der 1969 verstarb) und auf der Rückseite eine Prägung des Apollo-11-Missionsemblems, zur Erinnerung an die erste bemannte Mondlandung im gleichen Jahr. Der Rand der Münze ist geriffelt. Auf der Vorderseite ist neben dem Schriftzug „LIBERTY“ (Freiheit) und dem Ausgabejahr noch der Schriftzug „IN GOD WE TRUST“ (Auf Gott vertrauen wir), ein Wahlspruch der Vereinigten Staaten geprägt. Auf der Rückseite findet sich neben dem Schriftzug „UNITED STATES OF AMERICA“ und dem Nominalwert „ONE DOLLAR“ noch der lateinische Spruch „E PLURIBUS UNUM“ („Aus vielen eines“). Abweichend vom Original Apollo 11 Emblem wurden noch 13 Sterne eingefügt, die die 13 Gründerstaaten symbolisieren.
Das Gesamt-Design der Münze stammt von Frank Gasparro, der von 1965 bis 1981 „Chief Engraver“ der United States Mint war.
1979 wurde der Eisenhower-Dollar durch den kleineren Susan-B.-Anthony-Dollar abgelöst. Auch diese Münze zeigt auf der Rückseite das Mondlandungsmotiv.

## Zusammensetzung
Die Münze besteht aus drei Schichten Metall beziehungsweise Legierungen. Zwei Schichten Kupfernickel (75 % Cu, 25 % Ni) und dazwischen eine Schicht reines Kupfer. Die Kupferschicht ist als rote Linie am Rand sichtbar. Die Dicke/Stärke der Münze beträgt 2,58 mm. Mit einem Durchmesser von 38,1 mm und einem Gewicht von 22,68 g war die Münze eher unhandlich und wurde im täglichen Zahlungsverkehr wenig verwendet.

## Die „TYPE II“ Münze

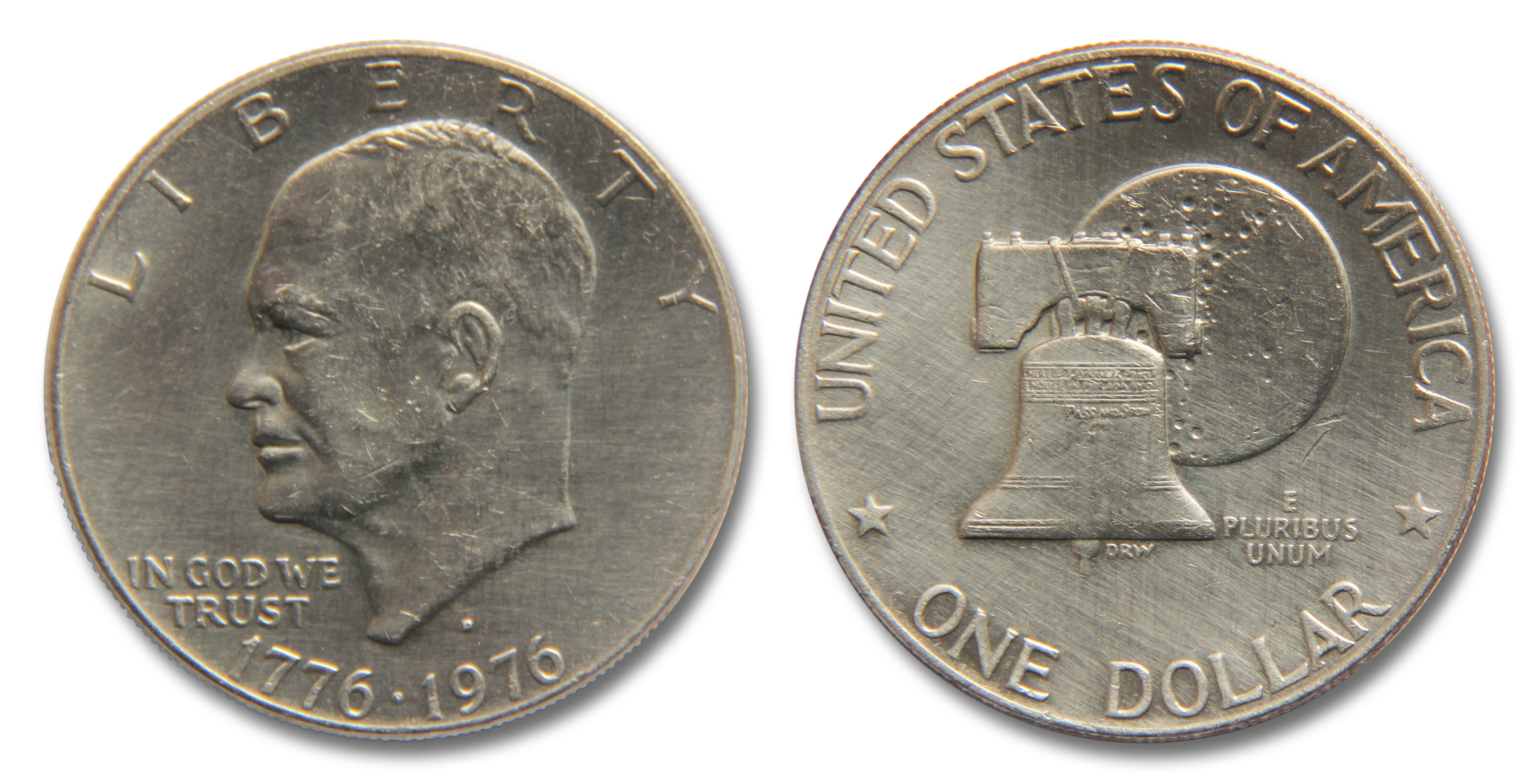
Eisenhower-Dollar „Type II“. (Rechts ist der Kupferrand der Münze gut zu sehen).

Zwischen 1975 und 1976 wurde anlässlich der 200 Jahr  Feier der USA eine geänderte Version der Münze ausgegeben. Der sogenannte „Bicentennial“ oder „Type II“. Hier war statt dem Ausgabejahr das Datum 1776 – 1976 geprägt. Auf der Rückseite sind die Freiheitsglocke und die Mondoberfläche als Allegorie abgebildet.

## Als Sammlerstück
Nach den professionellen Sammlerkriterien „Ausgabe-Datum“ und „Zeichen der Prägeanstalt“, ist (bis auf ganz wenige Ausnahmen) keiner der Eisenhower-Dollar selten oder besonders wertvoll. Aktuell (2019) können komplette Sets problemlos erworben werden.
Für Sammler wurde bis 1976 auch eine Silberversion der Münze geprägt und ausgegeben, die aber nie in den Umlauf als reguläres Zahlungsmittel gelangte. Auch diese Münze wird auf Sammlerbörsen hauptsächlich über den Silberpreis gehandelt.
Der Numismatiker Charles Morgan sagte über den Eisenhower-Dollar im Jahr 2012:
“It stands today as the greatest achievement in clad coinage in U.S. history. It was the most technically challenging coin ever attempted ... Researching the Eisenhower Dollar is vital for numismatic historians who want to understand what the post-silver era was like. The Eisenhower Dollar was a noble failure. In this respect, it truly is a perfect collectible coin.”
Er ist heute die größte Errungenschaft in der Prägung von Münzen in den USA. Er war die technisch herausforderndste Münze, die jemals versucht wurde ... Die Erforschung des Eisenhower-Dollars ist für numismatische Historiker von entscheidender Bedeutung, die verstehen möchten, wie die Zeit nach dem Silber war. Der Eisenhower Dollar war ein edler Fehlschlag. In dieser Hinsicht ist es wirklich eine perfekte Sammelmünze.

## Trivia

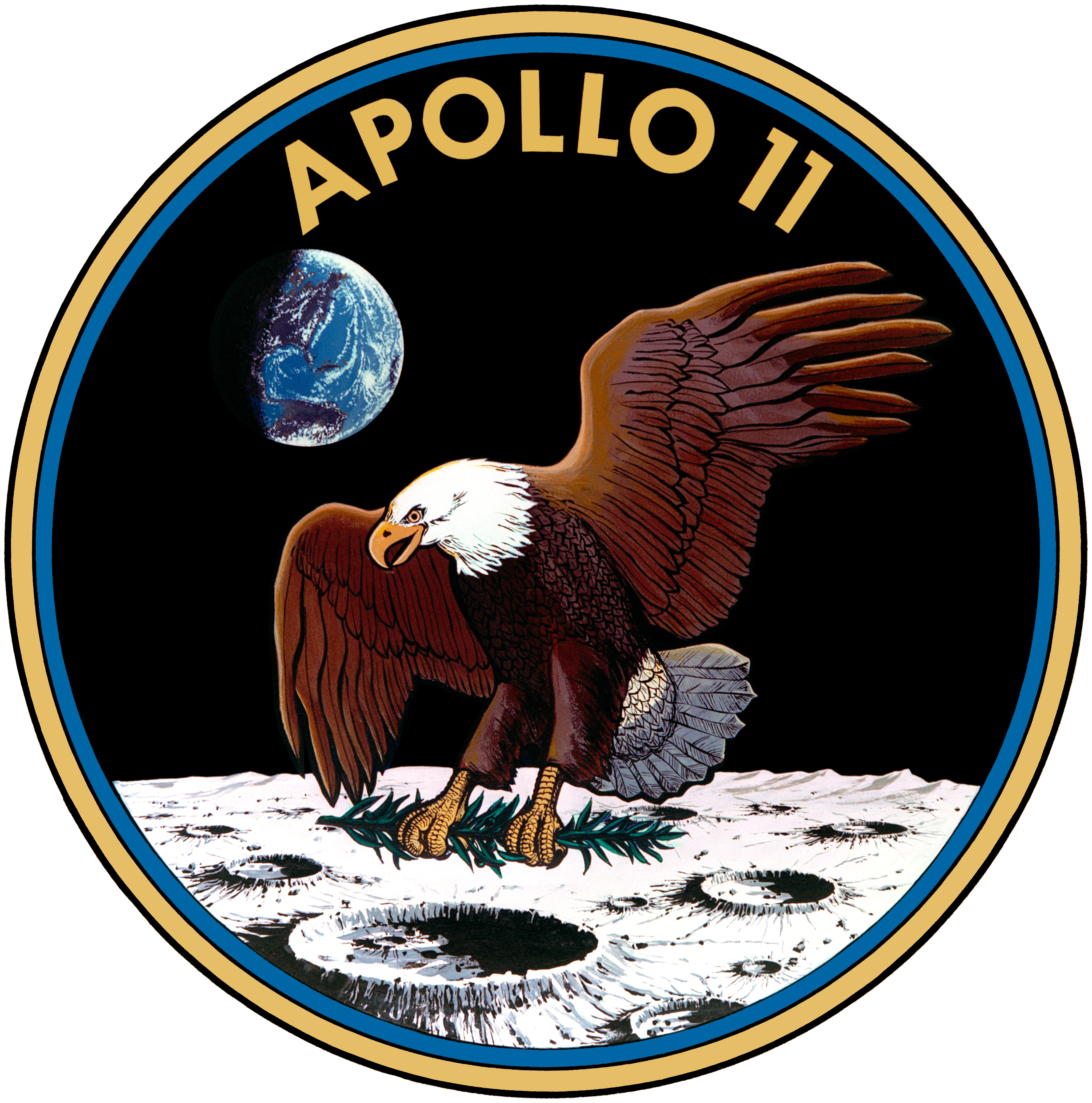
Apollo 11-Missionsemblem

Die Rückseite der Münze, die auf dem Entwurf des Astronauten Michael Collins für das Apollo 11-Missionsemblem beruhte, stieß bei einigen Regierungsstellen auf Widerspruch, die den formelleren, heraldischen Adler bevorzugten. Der US-amerikanische numismatische Historiker und Münzhändler Q. David Bowers hält das Festhalten von Frank Gasparro an seinem Entwurf für einen „Geniestreich, der es dem im Handel wenig genutzten Dollar ermöglicht, sowohl an Eisenhower als auch an die Mondmission zu erinnern“.